# Justin Bieber: Never Say Never
Justin Bieber: Never Say Never is een 3D-documentaire uit 2011 die zich concentreert op de zanger Justin Bieber. De film werd op 11 februari 2011 uitgebracht. Dit is de eerste G-rated film voor MTV Films en Insurge Pictures.

## Verhaal
De film volgt tieneridool Justin Bieber met beelden van de concertreeks My World Tour en bevat tevens video's uit de kinderjaren van Bieber, gemaakt door zijn ouders.

## Cast
- Justin Bieber
- Usher
- Miley Cyrus
- Jaden Smith
- Sean Kingston
- Snoop Dogg
- Ludacris
- Boyz II Men

## Achtergrond

### Pre-productie
Op 2 augustus 2010 meldde Deadline.com dat Paramount Pictures voorbereidingen trof met de zanger. De website meldde ook dat de film, beschreven als een "feature biopic", zou worden geregisseerd door Davis Guggenheim, bekend van An Inconvenient Truth. Er werd gezegd dat ook optredens van Biebers My World Tour in heel de film aanwezig zouden zijn. Op 4 augustus 2010 meldde Deadline dat Davis Guggenheim zich had teruggetrokken om regisseur te worden.
Na het bekendmaken van de film, op 13 augustus 2010, werd gemeld dat Step Up 3D regisseur Jon Chu was aangesteld om de regie van de film op zich te nemen.
In een ander interview, zei Chu dat de film bedoeld was voor zowel fans en voor niet-fans, met als commentaar: "Wij zullen het verhaal vertellen van de zanger en waar hij vandaan komt." Later legde hij uit dat Justin veel te maken had met "digital lifestyle", zoals het gebruik van YouTube, en hoe het is "een erg coole film voor deze tijd."

### Ontwikkeling
Op 24 augustus 2010 kondigden Bieber en Chu op Twitter aan dat fans deel konden nemen aan de film door mee te doen aan een wedstrijd waarbij men een video moest sturen waarin Biebers That Should Be Me gezongen werd. Ook kon men Show us how ‘U Smile’ door middel van video of foto opsturen. De wedstrijd stond maar 24 uur online. Op 1 september 2010 werd een concert van Bieber in Madison Square Garden opgenomen. Bieber zong een aantal van zijn hits en Sean Kingston en Jessica Jarrell, Iyaz, Boyz II Men, Usher, Miley Cyrus, Ludacris en Jaden Smith traden op en zongen samen met Bieber.

## Promotie
Er werden meerdere trailers online geplaatst om zo meer publiek te kunnen krijgen. Alle trailers zijn scènes uit de film.

## Productie
Het nieuws voor de film kwam in juli 2010. De productie begon diezelfde zomer, in de aanloop naar zijn concert in Madison Square Garden. De film, waarvan de naam niet werd vrijgegeven tot oktober 2010, werd geregisseerd door Jon Chu. Chu zegt dat de film een documentaire is, zonder enige "acting-out scènes".